# عاليا بهات
اليا بهات (بالهندية: आलिया भट्ट) من مواليد (15 مارس 1993)، هي ممثلة ومغنية هندية، بدأت مسيرتها الفنية عبر أفلام بوليوود عام 2012. وظهرت لأول مرة في الفيلم الرومانسي الكوميدي الناجح (طالب السنة)، للمخرج والمنتج كاران جوهر، وقد حقق الفيلم نجاحا باهرا في شباك التذاكر.انجبت ابنتها الاولى (راها) وعمرها 6 أشهر الان

## المسيرة الفنية

### بداياتها
كان أول دور ل اليا بهات في فيلم سانغارش (1999)، الذي لعبت فيه دور فتاة صغيرة، الفيلم من بطولة أكشاي كومار وبريتي زينتا، حيث لعبت اليا دور بريتي في فترة صغرها، وبحسب قولها أكدت اليا أن الدور الذي حقق لها النجاح هو دور شنايا في فيلم طالب السنة، الذي صدر عام 2012 مع المخرج كاران جوهر والممثلين سيدهارث مالهوترا وفارون داوان.

### 2015 - 15
وبعد نجاح فيلمها الأول مثلت اليا دور مراهقة في فيلم الطريق السريع الذي صدر عام (2014)، حيث يتم اختطافها السفر بها في الطرقات الجبلية وتقع في حب مختطفها. وقد حصلت عاليا على تعليقات إيجابية من النقاد وفازت بجائزة (فيلم فير) لأفضل ممثلة، وأيضا رشحت لجائزة أخرى في نفس الحفل. وبدأت في تأسيس وتكوين نفسها في بوليوود ولعبت دور البطولة في الفيلم الرومانسي (2 ستات) في نفس العام، ولعبت دور البطولة في الفيلم الرومانسي الكوميدي هامبتي شارما كي دولهانيا. في (2015) لعبت البطولة في فيلم شاندار مع الممثل شاهد كابور، الفيلم الذي تلقى إشادات إيجابية، وكان الفيلم الذي ظهرت فيه اليا بهات عارية في مشهد على البحر، وتابعتها الصحافة بأسئلة متكررة أولها سبب هذا الفعل في سن المراهقة.

### 2016 - الآن
في هذه الفترة ظهرن اليا في دور قيادي في فيلم كابور وأولاده (2016)، والذي حصل هذا الأخير على أكثر من مليار دولار ₹ 1 ( 15 مليون $) في جميع أنحاء العالم. بعدها لعبت دور مهاجرة تعاني من الفقر في فيلم (Udta Punjab)، والتي حصلت عن طريقه على جائزة فيلم فير لأفضل ممثلة، وكانت البطولة تجمعها ب كارينا كابور. وفي (2016) كذلك لعبت اليا الدور الأضخم الذي جمعها مع شاه روخ خان في فيلم دير زينداجي، الذي حقق (22 مليون دولار) عالميا، وحصلت عاليا بفلميها (Udta Punjab) و (Dear Zindagi) عل جائزة فيلم فير لأفضل ممثلة.
في 2017 عادت اليا بهات لتظهر أمام فارون دهاوان في فيلم بادرينات كي دولهانيا.

## الغناء
بالإضافة إلى التمثيل في الأفلام اليا مغنية بارعة، فقد غنت ثلاثة أغاني في أحد أفلامها. وأيضا هي من عشاق المسرح فبحسب قولها أنها تشارك في العروض المسرحية، وتهتم بعروض الأزياء وأطلقت مجموعتها الخاصة من ملابس الجاهزة للنساء.

## الحياة الشخصية
ولدت اليا بهات في (15 من مارس عام 1993)، وهي ابنة المخرج الهندي ماهيش بهات والممثلة سوني رازدان. والدها من أصل غوجاراتي ووالدتها من كشمير وأصل ألماني. ولديها شقيقة كبرى تدعى شاهين (من مواليد 1988)، واثنين غير شقيقين بوجا بهات وراهول بهات. تلقت عاليا تعليمها في مدرسة Jamnabai Narsee في مومباي.

## وصلات خارجية
- عاليا بهات على موقع IMDb (الإنجليزية)
- عاليا بهات على موقع ميتاكريتيك (الإنجليزية)
- عاليا بهات على موقع روتن توميتوز (الإنجليزية)
- عاليا بهات على موقع قاعدة بيانات الأفلام العربية
- عاليا بهات على موقع ألو سيني (الفرنسية)
- عاليا بهات على موقع ميوزك برينز (الإنجليزية)
- عاليا بهات على موقع أول موفي (الإنجليزية)
- عاليا بهات على موقع قاعدة بيانات الفيلم (الإنجليزية)